# Al-Akhtal (cràter)

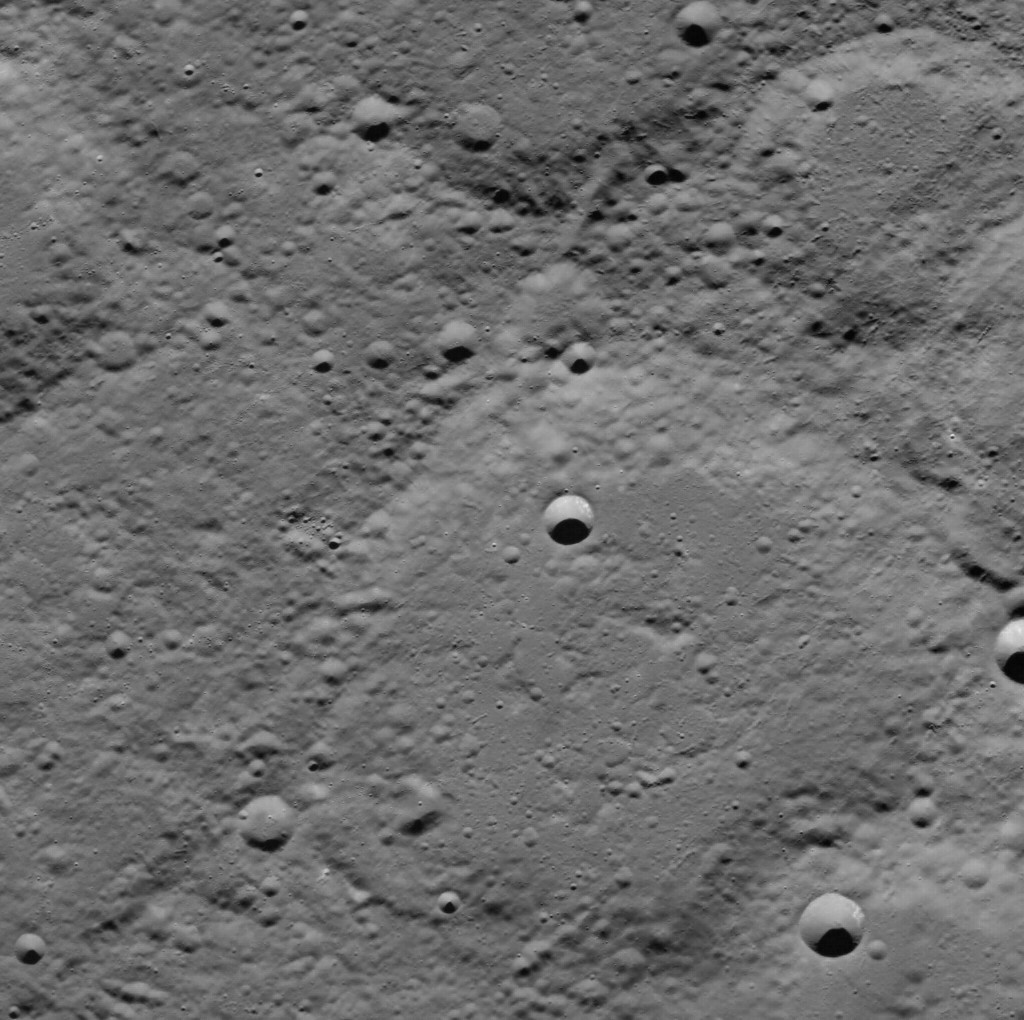

Al-Akhtal és un cràter d'impacte de 94,29 km de diàmetre de Mercuri. Porta el nom del poeta àrab Al-Àkhtal (c. 610-710), i el seu nom va ser aprovat per la Unió Astronòmica Internacional el 1985.